# Giuseppe Pinto
Giuseppe Pinto (ur. 26 maja 1952 w Noci) – włoski duchowny rzymskokatolicki, dyplomata watykański, arcybiskup, nuncjusz apostolski w Senegalu w latach 2001–2007, nuncjusz apostolski w Chile w latach 2007–2011, nuncjusz apostolski na Filipinach w latach 2011–2017, nuncjusz apostolski w Chorwacji w latach 2017–2019.

## Życiorys
Urodził się 26 maja 1952 w Noci. Święcenia prezbiteratu otrzymał 1 kwietnia 1978 w katedrze Santa Maria Assunta w Conversano. W 1980 rozpoczął przygotowanie do służby dyplomatycznej na Papieskiej Akademii Kościelnej w Rzymie.
4 grudnia 2001 papież Jan Paweł II prekonizował go nuncjuszem apostolskim w Senegalu równocześnie akredytowanym w Mali, Republice Zielonego Przylądka, Gwinei Bissau oraz delegatem w Mauretanii, a także arcybiskupem tytularnym Pandosia. Święcenia biskupie otrzymał 6 stycznia 2002 w bazylice św. Piotra na Watykanie. Głównym konsekratorem był sam papież, zaś współkonsekratorami arcybiskup Leonardo Sandri, substytut do spraw ogólnych Sekretariatu Stanu i arcybiskup Robert Sarah, sekretarz Kongregacji ds. Ewangelizacji Narodów. Jako zawołanie biskupie przyjął słowa „Caritas Christi”.
6 grudnia 2007 papież Benedykt XVI mianował go nuncjuszem apostolskim w Chile.
10 maja 2011 papież Benedykt XVI oddelegował go do pracy w nuncjaturze na Filipinach.
1 lipca 2017 papież Franciszek mianował go nuncjuszem apostolskim w Chorwacji, w której pracował do 16 kwietnia 2019 jako nuncjusz.
31 lipca 2020 papież Franciszek przyjął jego rezygnację z obowiązków nuncjusza apostolskiego i tym samym przeszedł na emeryturę.